# Ludwig von Lücken
Ludwig Johann Ferdinand von Lücken (* 5. Januar 1831 in Pieverstorf; † 21. Juli 1885 in Venedien, Kreis Mohrungen) war ein deutscher Rittergutsbesitzer und Parlamentarier.

## Leben
Ludwig von Lücken studierte Rechtswissenschaften an der Georg-August-Universität Göttingen. 1850 wurde er Mitglied des Corps Brunsviga Göttingen. Nach dem Studium war er zunächst bis 1860 im preußischen Staatsdienst. Danach war er Landwirt und Besitzer des Ritterguts Venedien bei Sonnenborn, Kreis Mohrungen. Er war Kreisdeputierter, Angehöriger des Kreistags und Mitglied des Kreisausschusses. In der Preußischen Armee erreichte er den Dienstgrad Hauptmann.
Von 1879 bis 1885 saß Lücken als Abgeordneter des Wahlkreises Königsberg 6 (Preußisch Holland, Mohrungen) im Preußischen Abgeordnetenhaus. Er gehörte der Fraktion der Konservativen Partei (Preußen) an.
Am 23. Juni 1863 heiratete er in Potsdam Franziska Gräfin von Brühl (* 1839; † 1870).